# El Rabón
La comuna de El Rabón, se encuentra en el noreste de la provincia de Santa Fe, en el Departamento General Obligado, a 441 km de la capital provincial y a 614 km de Rosario, sobre Ruta Nacional 11.

## Población
Cuenta con 1,896 habitantes (Indec, 2010), lo que representa un incremento del 13% frente a los 1,677 habitantes (Indec, 2001) del censo anterior.

## Santa Patrona
- Nuestra Señora de los Dolores, festividad: 15 de septiembre.

## Creación de la Comuna
- 2 de diciembre de 1964.

## Economía
La zona es un importante centro productivo con cultivos como girasol, caña de azúcar, algodón, soja, en ganadería posee grandes praderas aptas para engorde y cría de ganado bovino.